# Goh Uteuenteumelkrui
Goh Uteuenteumelkrui är en kulle i Indonesien.   Den ligger i provinsen Aceh, i den västra delen av landet, 1 800 km nordväst om huvudstaden Jakarta. Toppen på Goh Uteuenteumelkrui är 123 meter över havet.
Terrängen runt Goh Uteuenteumelkrui är kuperad åt sydost, men åt nordväst är den platt. Havet är nära Goh Uteuenteumelkrui åt nordost.